# علامت قابیل (فیلم ۲۰۰۷)
علامت قابیل (انگلیسی: The Mark of Cain (2007 film)) یک فیلم جنگی بریتانیایی است که در سال ۲۰۰۷ منتشر شد.